# Tachina palpalis
Tachina palpalis là một loài ruồi trong họ Tachinidae.